# بهترین فاحشه‌خانه کوچک در تگزاس (فیلم)
بهترین فاحشه‌خانه کوچک در تگزاس (به انگلیسی: The Best Little Whorehouse in Texas) فیلمی در ژانر کمدی موزیکال محصول سال ۱۹۸۲ آمریکا می‌باشد که آنرا کالین هیگینس نویسندگی، کارگردانی و تهیه کرده‌است. این فیلم آخرین فیلم هیگینس در مقام کارگردان نیز می‌باشد. این فیلم از نمایشی موزیکال با همین نام که در سال ۱۹۷۸ در تئاتر برادوی اجرا می‌شده، اقتباس شده‌است. بازیگران این فیلم دالی پارتن، برت رینولدز، جیم نیبرز، چارلز دارنینگ، دام دی‌لوئیس، نوا بری، جونیور، رابرت مندان، لوئیس نتلتون، ترسا مِریت، بری کوربین، مری جو کتلت و مری لوئیس ویلسون هستند.
دارنینگ به خاطر بازی در نقش فرماندار تگزاس، نامزد دریافت جایزه اسکار بهترین بازیگر نقش مکمل مرد شد. بهترین فاحشه‌خانه کوچک در تگزاس در جوایز گلدن گلوب نامزد دریافت جایزه گلدن گلوب بهترین فیلم موزیکال یا کمدی و پارتن نیز در رشته جایزه گلدن گلوب بهترین بازیگر زن فیلم موزیکال یا کمدی نامزد دریافت جایزه شد. این فیلم چهارمین فیلم پر فروش لایو-اکشن موزیکال دهه ۱۹۸۰ شد.
این فیلم نقدهای متفاوتی را دریافت کرد، به گونه‌ای که امتیاز آن در وبسایت راتن تومیتوز ۵۶٪ از ۹ نقد می‌باشد.